# (6583) Destinn
(6583) Destinn ist ein Asteroid des Hauptgürtels. Er wurde am 21. Februar 1984 vom tschechischen Astronomen Antonín Mrkos am Kleť-Observatorium (IAU-Code 046) bei Český Krumlov entdeckt.
Der Asteroid wurde nach der tschechischen Opernsängerin Ema Destinová (1878–1930) benannt, die als eine der besten dramatischen Sopranstimmen ihrer Zeit galt.